# 놀테니우스긴꼬리나무타기쥐
놀테니우스긴꼬리나무타기쥐 또는 스리랑카고지대나무쥐(Vandeleuria nolthenii)는 쥐과에 속하는 설치류의 일종이다. 스리랑카에서만 발견된다.

## 특징
머리부터 몸까지 길이는 8~9cm이고, 꼬리 길이는 12~13cm이다. 등 쪽은 진하고 불그스레한 갈색을 띠며, 등 쪽으로 갈수록 진하다. 하체는 회색이다. 얼굴과 꼬리, 귀는 진한 갈색이다. 검은 색의 긴 수염을 갖고 있으며, 짧은 수염은 은빛을 띤다. 등 쪽의 털은 길고 부드러우며 무성하다.